# Matrimonio per papà 2
Matrimonio per papà 2 (Au Pair 2) è un film TV statunitense del 2001, il secondo di una trilogia che include anche Matrimonio per papà e Vacanza in paradiso.  

## Trama
È passato un anno da quando Jennifer "Jenny" Morgan si è messa insieme ad Oliver Caldwell, passando da babysitter dei suoi figli Kate e Alex a vicepresidente della CCI, che sta per unirsi alla compagnia di un vecchio amico di Oliver, la Tek Hausen. Ma la cosa che interessa di più ai giornalisti è la storia d'amore tra Jenny e Oliver, paragonata a quella di Cenerentola. Non avendo voce in capitolo, i figli adulti di Karl Hausen, Michael e Cassandra, decidono di creare uno scandalo che faccia separare Oliver e Jenny e anche licenziarli.
Nel frattempo, Kate e Alex cercano di convincere il loro padre a chiedere a Jenny di sposarlo, ma il lavoro continua ad allontanarli, così, aiutati da Brigitte, la bella nipote di Michael e Cassandra, di cui Alex si prende anche una cotta, organizzano per la coppia una cena romantica su un pedalò con tanto di fuochi d'artificio e il piano funziona, perché Oliver dichiara il suo amore a Jenny e le chiede  di sposarlo. Lei accetta.
Tutti sono felici per loro, soprattutto Kate, Alex, Sam (il padre di Jenny) e l'autista Seamus, ma Michael e Cassandra non si arrendono e si fanno aiutare da Nell, la nonna di Kate e Alex che non riesce ad apprezzare Jenny, ancora legata al ricordo della defunta figlia Emily, la mamma dei suoi nipoti. Nel frattempo, mentre Oliver è a Barcellona per lavoro, Jenny organizza la cerimonia del matrimonio. Lei la vorrebbe piccola e semplice, ma Kate e Alex, aiutati da Cassandra, mandano vestiti da sposa da urlo, torte giganti e cose festive di ogni genere e lusso e gli invitati diventano 250.
Credendo che sia Oliver l'artefice di tutto, Jenny si sfoga con Michael e lui, accordatosi con un paparazzo, la bacia per far finire la foto sui giornali. Purtroppo il piano funziona, Oliver vede la foto e lascia Jenny. In più, Kate e Alex scappano perché erroneamente hanno sentito Jenny parlare con Oliver di mandarli in un collegio, ma in realtà Jenny intendeva esattamente il contrario. Con l'aiuto di Brigitte, Oliver e Jenny prendono il treno dove si trovano Kate e Alex, che intanto sono seguiti anche dal paparazzo pagato da Michael.
Sfortunatamente, Jenny perde la borsa prima di salire sul treno, quindi sia lei che Oliver sono senza soldi e documenti e vengono lasciati a piedi a due passi dal confine svizzero, ma Oliver vende il suo orologio per prendere una mongolfiera.
Alla fine i due ex-sposi ritrovano i ragazzi, ma il paparazzo con l'inganno fa arrestare Oliver, che rimarrà una notte in prigione. Dopo essersi chiariti, Jenny, Oliver, Kate  e Alex tornano a casa in tempo per assistere all'importante assemblea degli azionisti che avrebbe unito la CCI e la Tek Hausen, non prima di aver messo Michael fuori gioco. Grazie ad un video girato segretamente da Brigitte, il pubblico all'assemblea può scoprire le vere intenzioni di Michael e Cassandra e tutto finisce per il meglio. In più, Jenny e Oliver si sposano, Kate e Alex cominciano a chiamare Jenny "mamma" e finalmente Nell l'accetta come nuovo membro della famiglia Caldwell.